# NGC 5164
NGC 5164 este o galaxie spirală situată în constelația Ursa Mare. A fost descoperită în 14 aprilie 1789 de către William Herschel. Se află la o distanță de 104,4 megaparseci de Pământ.